# Регулирующий акт
Регулирующий акт 1773 года (англ. Regulating Act of 1773) — акт парламента Великобритании, нацеленный на пересмотр системы действий Британской Ост-Индской компании в Индии. Полное название: «Акт об установлении определённого регулирования для лучшего управления делами Ост-Индской компании как в Индии, так и в Европе» (англ. An Act for establishing certain Regulations for the better Management of the Affairs of the East India Company, as well in India as in Europe).

## Предыстория
К 1773 году Ост-Индская компания оказалась на грани банкротства. Она была важна для Британии, так как держала монополию на торговлю на Востоке, а её акционерами были многие влиятельные люди. Ежегодно компания платила правительству 400 тысяч фунтов стерлингов за право поддержания монополии, но теперь была не в силах выполнить свои обязательства из-за падения продаж в Америке начиная с 1768 года. Около 85 % всего чая в Америке составлял контрабандный голландский чай. Компания задолжала как правительству, так и Банку Англии; на британских складах гнило 15 миллионов фунтов чая, и ещё больше находилось в пути из Индии.
Лорд Норт решил улучшить с помощью Регулирующего акта управление Ост-Индской компанией. Это оказалось первым шагом к установлению правительственного контроля над Индией. Акт установил систему, при которой правительство регулировало работу Ост-Индской компании, но не брало власть само.
Ост-Индская компания владела в Индии большими землями и имела вооружённые силы для защиты своих интересов. Люди компании не являлись управленцами, поэтому правительство Норта стало двигаться по направлению к установлению правительственного контроля. Индия была объектом государственной важности, но акционеры Компании встали в оппозицию к акту. Несмотря на все финансовые проблемы, у Компании было очень мощное лобби в парламенте.

## Положения Акта
Акт определял, что Ост-Индская компания должна назначить генерал-губернатора, который бы управлял контролируемыми Компанией районами (в 1773 году это были Бенгалия, Авадх и Карнатик). Губернаторы Бомбея и Мадраса Актом подчинялись губернатору Бенгалии. Для советов и контроля британским правительством при генерал-губернаторе назначался Совет из четырёх человек. В Форт-Уильяме учреждался Верховный суд; в Бенгалию должны были направляться британские судьи чтобы гарантировать, что там применяется британская судебная система.

## Последствия
Первым генерал-губернатором стал губернатор Бенгалии Уоррен Гастингс, имевший большой опыт в индийских делах. Он организовал гражданскую службу, назначил британских сборщиков налогов, расширил британское влияние в Индии в результате первой англо-маратхской войны.
В 1774 году Совет четырёх, прибывший в Индию, констатировал, что служащие Ост-Индской компании являются коррумпированными и неэффективными. В 1785 году они привлекли Гастингса к суду; процесс длился с 1788 по 1795 годы, и в его результате суд вынес вердикт «Не виновен».
Для исправления ситуации в Индии в 1784 году британский парламент принял Акт Питта об Индии.